# 이와테 은하 철도선
이와테 은하 철도선(일본어: いわて銀河鉄道線, いわてぎんがてつどうせん 이와테깅가테쯔도오센[*])은 IGR 이와테 은하 철도의 유일한 철도 노선이다. 일본 이와테현 모리오카시에 위치한 모리오카역과 아오모리현 산노헤군 산노헤정에 위치한 메토키역을 잇는다.
전 구간에 일본화물철도의 화물 열차가 지나간다.

## 역사
- 2002년 12월 1일: 도호쿠 신칸센이 하치노헤 역까지 개통함에 따라, 도호쿠 본선의 모리오카 ~ 메토키 구간을 IGR 이와테 은하 철도에 이관함.
- 2006년 3월 18일: 아오야마역, 스고 역이 영업을 개시함.

## 운행 형태
모리오카 역과 아오이모리 철도 아오이모리 철도선의 하치노헤역을 서로 직결 운행으로 왕복 운행된다. 모리오카 역과 이와테누마쿠나이역 구간만을 운행하는 열차도 있으나 철도 회사 경계역인 메토키 역을 시종점으로 하는 열차가 없다.
모리오카 역 ~ 고마역 구간에는 동일본 여객철도 하나와 선의 열차도 운행된다.

### 광역 수송
도호쿠 본선에서부터 분리되기 전과 같이 혼슈와 홋카이도를 잇는 노선으로서 많은 화물 열차가 운행된다. 또한 2015년 8월 22일까지 우에노역과 삿포로역을 잇는 침대 특급(북두성 호 및 카시오페이아 호)도 지나갔으며, 이 열차는 이와테 은하 철도선의 철도역에는 모리오카 역을 제외하고 정차하지 않았다.

## 차량
- IGR 이와테 은하 철도 IGR7000계 및 아오이모리 701계 전동차 및 동일본 여객철도 701계
- 키하 110계 동차(하나와 선에 직결 운행하는 열차)

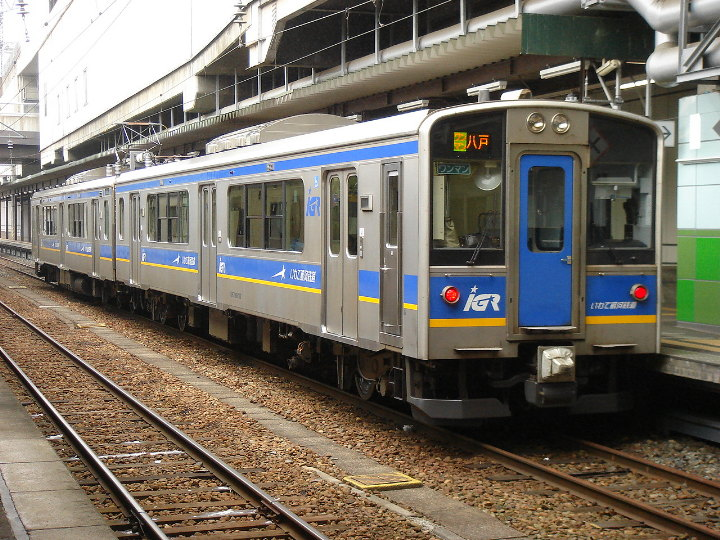
IGR 이와테 은하 철도 7000계
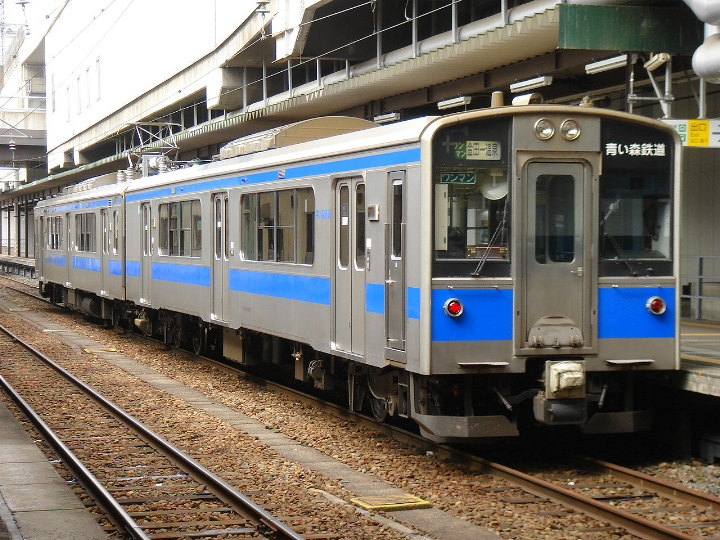
아오이모리 철도 701계
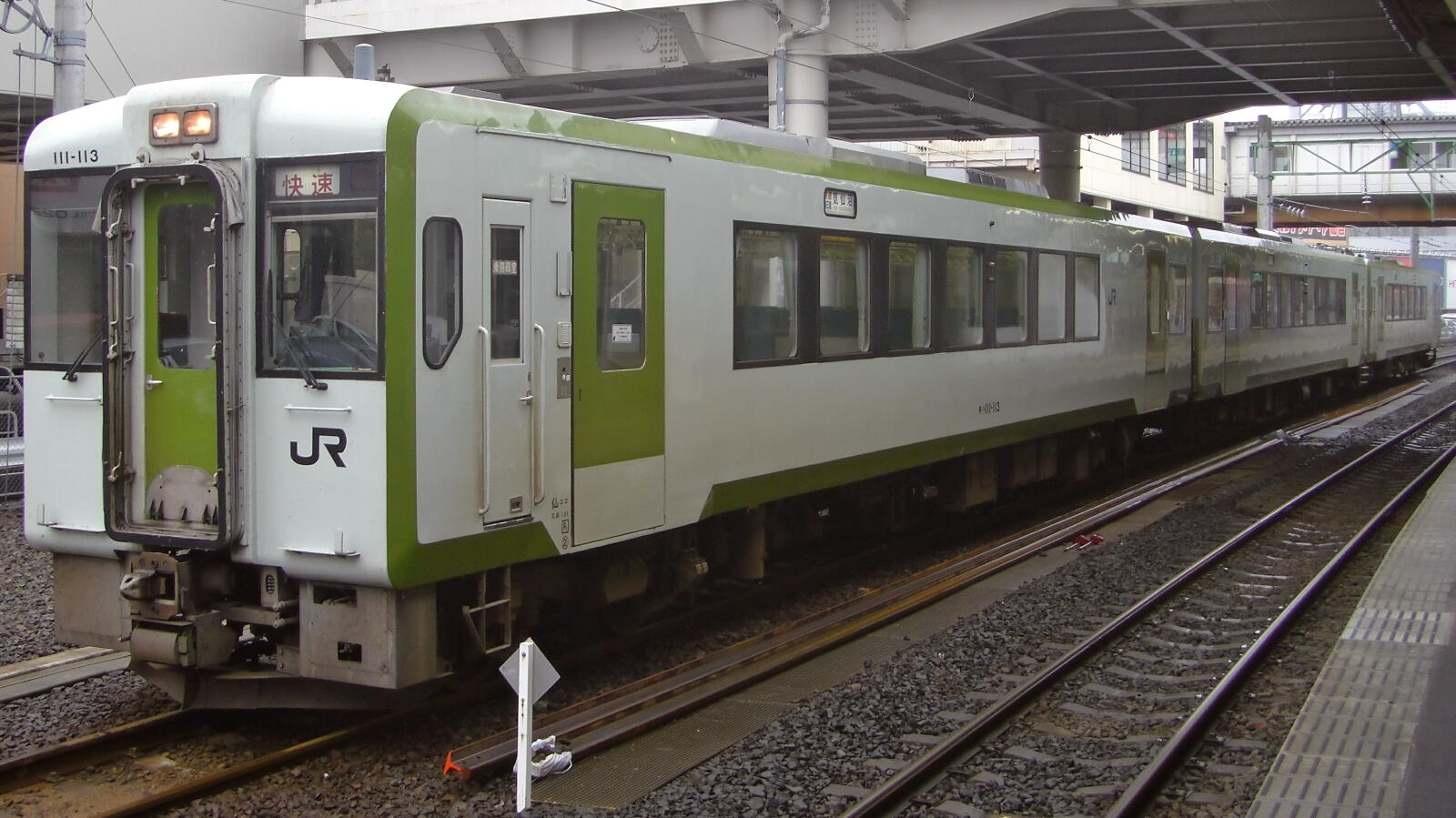
키하 110계 동차

## 역 목록
| 역 이름           | 일본어 이름  | 영업 거리 (km) | 쾌 | 하                    | 접속 노선                                                                    | 소재지                       | 소재지                       |
| ----------------- | ------------ | -------------- | -- | --------------------- | ---------------------------------------------------------------------------- | ---------------------------- | ---------------------------- |
| 모리오카          | 盛岡         | 0.0            | ●  | ●                     | 도호쿠 신칸센, 도호쿠 본선 센다이 방면 다자와코 선(아키타 신칸센), 야마다 선 | 이와테현                     | 모리오카시                   |
| 아오야마          | 青山         | 3.2            | ●  | ｜                    |                                                                              | 이와테현                     | 모리오카시                   |
| 구리야가와        | 厨川         | 5.6            | ●  | ●                     |                                                                              | 이와테현                     | 모리오카시                   |
| 스고              | 巣子         | 10.2           | ▲  | ｜                    | 이와테군 다키자와 촌                                                         | 이와테현                     |                              |
| 다키자와          | 滝沢         | 12.2           | ●  | ●                     | 이와테군 다키자와 촌                                                         | 이와테현                     |                              |
| 시부타미          | 渋民         | 16.6           | ▲  | ●                     | 모리오카 시                                                                  | 이와테현                     |                              |
| 고마              | 好摩         | 21.3           | ●  | ●                     | 모리오카 시                                                                  | 이와테현                     | 하나와 선(일부 직결 운행)    |
| 이와테카와구치    | 岩手川口     | 26.9           | ▲  | 하나와 선에 직결 운행 |                                                                              | 이와테현                     | 이와테 군 이와테정           |
| 이와테누마쿠나이  | いわて沼宮内 | 32.0           | ●  | 하나와 선에 직결 운행 | 도호쿠 신칸센                                                                | 이와테현                     | 이와테 군 이와테정           |
| 미도              | 御堂         | 37.3           | ｜ | 하나와 선에 직결 운행 |                                                                              | 이와테현                     | 이와테 군 이와테정           |
| 오쿠나카야마 고원 | 奥中山高原   | 44.4           | ▲  | 하나와 선에 직결 운행 | 니노헤군 이치노헤정                                                          | 이와테현                     |                              |
| 고쓰나기          | 小繋         | 52.2           | ｜ | 하나와 선에 직결 운행 | 니노헤군 이치노헤정                                                          | 이와테현                     |                              |
| 고즈야            | 小鳥谷       | 59.8           | ｜ | 하나와 선에 직결 운행 | 니노헤군 이치노헤정                                                          | 이와테현                     |                              |
| 이치노헤          | 一戸         | 64.5           | ●  | 하나와 선에 직결 운행 | 니노헤군 이치노헤정                                                          | 이와테현                     |                              |
| 니노헤            | 二戸         | 70.8           | ●  | 하나와 선에 직결 운행 | 도호쿠 신칸센                                                                | 이와테현                     | 니노헤시                     |
| 도마이            | 斗米         | 73.7           | ｜ | 하나와 선에 직결 운행 |                                                                              | 이와테현                     | 니노헤시                     |
| 긴타이치 온천     | 金田一温泉   | 78.4           | ▲  | 하나와 선에 직결 운행 |                                                                              | 이와테현                     | 니노헤시                     |
| 메토키            | 目時         | 82.0           | ｜ | 하나와 선에 직결 운행 | 아오이모리 철도 아오이모리 철도선 (하치노헤역까지 직결 운행)                 | 아오모리현 산노헤군 산노헤정 | 아오모리현 산노헤군 산노헤정 |

- 범례
  - 쾌: 쾌속
  - 하: 쾌속 하치만타이
  - ●: 정차함
  - ▲: 일부 정차
  - ｜: 무정차 통과함